# Shūmei

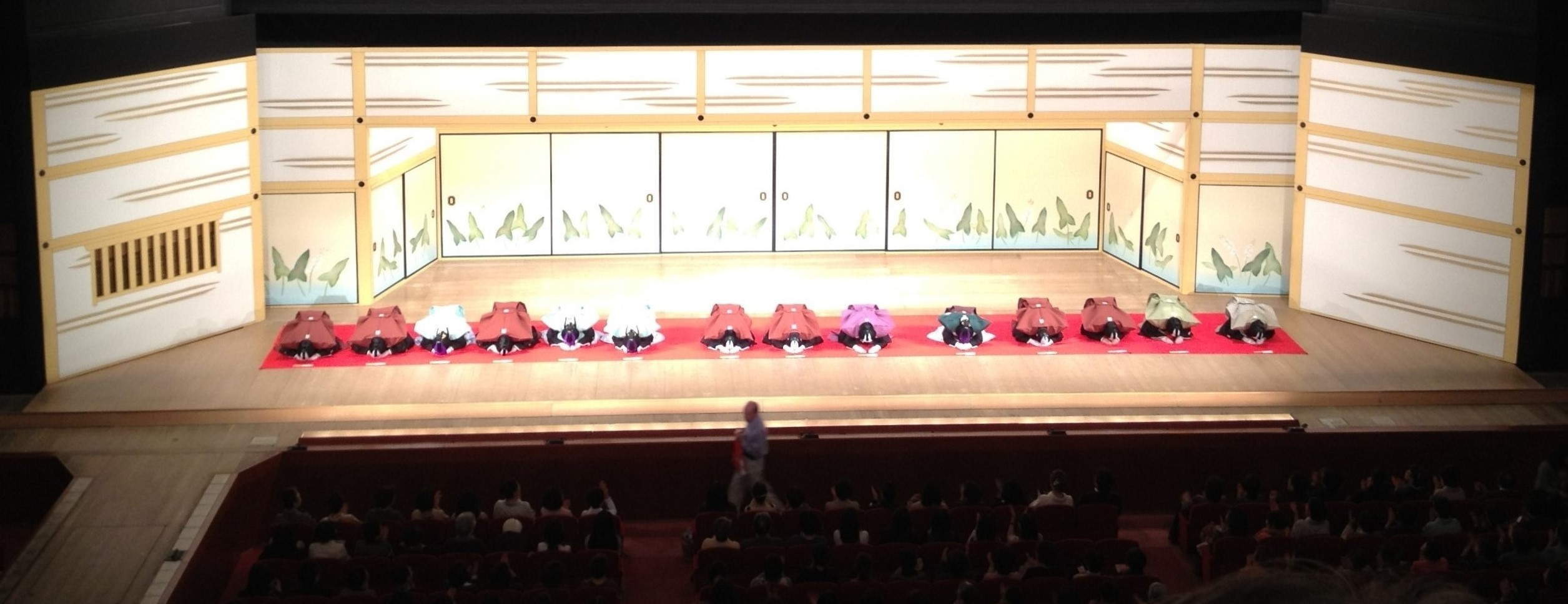
La shūmei (襲名) di Ichikawa En'ō II, Ichikawa Ennosuke IV e Ichikawa Chūsha IX al teatro Misono-za di Nagoya nel marzo 2013.

Le shūmei (襲名?) (letteralmente "successione del nome") sono fastose cerimonie di battesimo tenute nei teatri kabuki. Molto spesso ad una singola cerimonia partecipano più attori, ognuno dei quali riceve un nuovo nome d'arte.
I nomi d'arte, molto spesso già appartenuti al padre, al nonno, o all'insegnante dell'attore, sono tramandati secondo una linea di successione che va di generazione in generazione e la loro concessione è considerata un grande onore per chi li riceve. Molti di questi nomi sono associati alla rappresentazione di alcuni ruoli o ad alcuni stili del kabuki, e ogni nuovo loro possessore è chiamato a mantenere vive tali tradizioni; di fatto è come se l'attore non assumesse solo un nome, ma reincarnasse in sé anche lo spirito, lo stile e l'esperienza di ogni attore che ha portato quel nome prima di lui. Molti attori nella loro carriera passano attraverso diverse shūmei cambiando nome ogni volta e ogni cerimonia rappresenta quindi un nuovo capitolo della loro vita artistica.
La shūmei è spesso seguita da una rappresentazione teatrale tipica dei nuovi nomi appena assunti dagli attori; essa può consistere nell'interpretazione di parti più o meno lunghe, di una nuova opera o di ruoli tradizionali per gli attori con quel nome. Il nome d'arte Ichikawa Danjūrō, per esempio, è fortemente associato al ruolo dell'eroe nell'opera teatrale Shibaraku. Molti dei dodici uomini che hanno sino ad oggi portato quel nome sono stati infatti magnifici interpreti di quel ruolo, quindi, appena divenuto il nuovo Ichikawa Danjūrō, un attore può subito cimentarsi in quella parte, cosa che non aveva mai potuto fare quando era un attore più giovane ed inesperto ed aveva un nome d'arte diverso (come, restando nella famiglia Ichikawa, Ichikawa Ebizō o Ichikawa Shinnosuke).